# 新町 (日野市)
新町（しんまち）は、東京都日野市の町名。現行行政地名は新町一丁目から新町五丁目。

## 地理
日野市の北西部に位置し、北に栄町、南東に大坂上、南に日野台、西に八王子市石川町と八王子市小宮町と接している。

### 河川
- 谷地川

### 面積
面積は以下の通りである。
| 丁目       | 面積（km2） |
| ---------- | ----------- |
| 新町一丁目 | 0.13        |
| 新町二丁目 | 0.07        |
| 新町三丁目 | 0.19        |
| 新町四丁目 | 0.14        |
| 新町五丁目 | 0.21        |
| 計         | 0.74        |

### 地価
住宅地の地価は、2025年（令和7年）1月1日の公示地価によれば、新町2丁目5番58の地点で21万3000円/m2、新町4丁目25番20外の地点で16万円/m2となっている。

## 世帯数と人口
2025年（令和7年）8月1日現在（日野市発表）の世帯数と人口は以下の通りである。
| 丁目       | 世帯数    | 人口    |
| ---------- | --------- | ------- |
| 新町一丁目 | 1,324世帯 | 2,403人 |
| 新町二丁目 | 349世帯   | 624人   |
| 新町三丁目 | 807世帯   | 1,609人 |
| 新町四丁目 | 421世帯   | 1,222人 |
| 新町五丁目 | 293世帯   | 851人   |
| 計         | 3,194世帯 | 6,709人 |

### 人口の変遷
国勢調査による人口の推移。
| 年                 | 人口  |
| ------------------ | ----- |
| 1995年（平成7年）  | 3,213 |
| 2000年（平成12年） | 3,062 |
| 2005年（平成17年） | 3,998 |
| 2010年（平成22年） | 5,902 |
| 2015年（平成27年） | 5,945 |
| 2020年（令和2年）  | 6,291 |

### 世帯数の変遷
国勢調査による世帯数の推移。
| 年                 | 世帯数 |
| ------------------ | ------ |
| 1995年（平成7年）  | 1,273  |
| 2000年（平成12年） | 1,294  |
| 2005年（平成17年） | 1,689  |
| 2010年（平成22年） | 2,560  |
| 2015年（平成27年） | 2,642  |
| 2020年（令和2年）  | 2,926  |

## 学区
市立小・中学校に通う場合、学区は以下の通りとなる（2023年10月時点）。
| 丁目       | 番・番地等 | 小学校                 | 中学校               |
| ---------- | ---------- | ---------------------- | -------------------- |
| 新町一丁目 | 全域       | 日野市立東光寺小学校   | 日野市立大坂上中学校 |
| 新町二丁目 | 全域       | 日野市立日野第三小学校 | 日野市立大坂上中学校 |
| 新町三丁目 | 全域       | 日野市立東光寺小学校   | 日野市立大坂上中学校 |
| 新町四丁目 | 全域       | 日野市立日野第三小学校 | 日野市立大坂上中学校 |
| 新町五丁目 | 全域       | 日野市立日野第三小学校 | 日野市立大坂上中学校 |

## 交通

### 道路
- 東京都道256号八王子国立線

## 事業所
2021年（令和3年）現在の経済センサス調査による事業所数と従業員数は以下の通りである。
| 丁目       | 事業所数  | 従業員数 |
| ---------- | --------- | -------- |
| 新町一丁目 | 61事業所  | 422人    |
| 新町二丁目 | 8事業所   | 15人     |
| 新町三丁目 | 21事業所  | 92人     |
| 新町四丁目 | 7事業所   | 107人    |
| 新町五丁目 | 18事業所  | 861人    |
| 計         | 115事業所 | 1,497人  |

### 事業者数の変遷
経済センサスによる事業所数の推移。
| 年                 | 事業者数 |
| ------------------ | -------- |
| 2016年（平成28年） | 108      |
| 2021年（令和3年）  | 115      |

### 従業員数の変遷
経済センサスによる従業員数の推移。
| 年                 | 従業員数 |
| ------------------ | -------- |
| 2016年（平成28年） | 1,671    |
| 2021年（令和3年）  | 1,497    |

## 施設
- 日野市立東光寺小学校

## その他

### 日本郵便
- 郵便番号 : 191-0002[3]（集配局 : 日野郵便局[15]）。